# Agapanthia shovkuni
Agapanthia shovkuni is een keversoort uit de familie van de boktorren (Cerambycidae). De wetenschappelijke naam van de soort werd voor het eerst geldig gepubliceerd in 2009 door Shapovalov.